# Лебрехт, Норман
Норман Лебрехт (англ. Norman Lebrecht; род. 11 июля 1948, Лондон, Великобритания) — английский музыковед, музыкальный критик и писатель.
Музыкальный обозреватель газет Daily Telegraph (до 2002 г.) и Evening Standard, ведущий программы Lebrecht.live на радио BBC с 2000 г., а также еженедельной авторской колонки в Интернете The Lebrecht Weekly.
Лебрехт — автор нескольких книг, получивших международный резонанс. Книга «Миф о маэстро: Великие дирижёры в схватке за власть» (англ. The Maestro Myth: Great Conductors in Pursuit of Power; 1991, русский перевод 2007) рассказывает об истории дирижирования начиная с оформления самостоятельной профессии дирижёра в 1870-е гг. В книге «Когда музыка прекращается» (англ. When the Music Stops, в США под названием «Кто убил классическую музыку», англ. Who Killed Classical Music; 1997, русский перевод 2004) прослеживается история музыкального бизнеса в области академической музыки и предсказывается коллапс звукозаписывающей индустрии. Сборник «Маэстро, шедевры и сумасшествие» (англ. Maestros, Masterpieces and Madness, в США под названием «Жизнь и смерть классической музыки», англ. The Life and Death of Classical Music; 2007) представляет собой историю записей академической музыки, включая обзор 100 наиболее значительных, с точки зрения Лебрехта, записей и 20 знаменательных провалов. Кроме того, Лебрехт написал книгу о Густаве Малере (англ. Mahler Remembered; 1987), путеводитель по академической музыке XX века (англ. The Complete Companion to 20th Century Music; 2000), историю оперного театра Ковент-Гарден (англ. Covent Garden: The Untold Story; 2000) и другие книги о музыке. 
В 2001 г. он дебютировал как прозаик романом «Песнь имён» (англ. The Song of Names), получившим Уитбредовскую премию за лучший дебютный роман; второй роман Лебрехта вышел в 2009 году. Автор сценария фильма «Песня имён» (2019).
С 2008 года — автор и редактор блога об академической музыке The Slipped Disc. В 2014 году сайт Slippedisc принимал около одного миллиона посетителей ежемесячно, и Лебрехт, в комментариях к блогу, назвал его «самым посещаемым [специализированным] сайтом о культуре в мире».
Пианист Григорий Соколов отказался принять Cremona Music Award 2015, объяснив: «Сообразуясь с моими представлениями об элементарной порядочности, считаю неприличным находиться в одном списке премированных с Лебрехтом». Причиной стала заметка о семье Григория Соколова, опубликованная на сайте Лебрехта годом ранее.